# Вседневная служба
Вседне́вная слу́жба, бу́дничное богослуже́ние — регулярное повседне́вное «седми́чное» богослужение православной церкви с понедельника по пятницу в дни без праздничного знака.

## История
Ежедневные богослужения отмечены ещё в Ветхом Завете. После возникновения христианства, примерно со II века во многих христианских общинах священники стали уже штатно оплачиваемыми профессионалами, в обязанность которых входила организация и личное возглавление ежедневных общественных богослужений. К IV веку установилась традиция, восходящая к апостольским временам (ср.: Дидахе 8. 3) молиться определённым образом несколько раз в день, постепенно развившаяся в систему суточных служб. Прежде уединённые (келейные) ежедневные молитвы появившееся тогда монашество преобразовало в храмовые (общецерковные) и возвело в статус непреложного устава.
Девятая глава Типикона Русской православной церкви советует совершать в будничные дни памяти малых святых без праздничного знака аллилуйную службу, которая теперь воспринимается как великопостная:
- нет полиелея и великого славословия;
- в отличие от праздников, реже совершаются каждения;
- всё богослужение должно совершаться только чередным священником, даже без диакона; священник призван находиться вне алтаря, ектении он произносит перед Царскими вратами в одной епитрахили;
- в богослужении преобладает чтение, а в пении используются простые напевы без украшений;
- в Октоихе и в Триоди часто встречаются покаянные молитвословия.

Затем распространение получила служба с «Бог Госпо́дь…», прежде совершавшаяся только в праздничные дни и на памяти почитаемых святых, имеющих свои отпустительные тропари. Только в эти дни (и в дни совершения таинства крещения) совершалась полная литургия, хотя многие христиане могли запасными Святыми Дарами причащаться каждый день в домашних условиях. К V веку общежительное устройство монастырей предоставило возможность ежедневного присутствия на литургии и сделала ненужным келейное причащение. Из-за этого некоторые толкователи видят главный смысл суточных служб в приготовлении к Евхаристии, а не в освящении молитвой определённых часов дня и ночи (утра, полудня, вечера, полуночи).
В богослужениях малых праздников: шестеричных  и с Великим славословием , вечерня, повечерие и полунощница продолжают сохранять будничный характер.

## Порядок совершения
Служба начинается с Девятого часа, относящегося к предыдущему дню.

### Вседневная вечерня
- Отверзается завеса за царскими вратами;
- Священник на амвоне возглашает: «Благослове́н Бог наш…»;
- Чтец произносит Псалом 103. В это время священник на амвоне тайно читает 7 светильничных молитв;
- Диакон возглашает Мирную ектению;
- Чтец глаголет рядовую (в зимний период — 18-ю) кафизму[4];
- Диакон — Малую ектению, когда есть кафизма (если накануне не было всенощного бдения);
- «Го́споди, воззва́х…» — псалмы: 140, 141, 129 и 116. Отдельные стихи 129-го и 116-го псалмов служат запевами следующих за ними стихир. При этом диакон совершает каждение алтаря и всего храма;
- Поётся 6 стихир = 3 стихиры из Октоиха + 3 из Минеи[5]. К этим стихирам добавляется: «Сла́ва Отцу́ и Сы́ну и Свято́му Ду́ху» и ещё одна стихира (сла́вник), затем: «И ны́не и при́сно и во ве́ки веко́в. Ами́нь» и богородичен «от ме́ньших» по гласу славника (из 2-го приложения в конце Минеи, или из Ирмология[6]). Накануне среды и пятницы вместо богородична поётся рядовой крестобогородичен. Входа нет;
- «Све́те ти́хий…» на практике поётся, обычно простым напевом, но по Уставу должен читаться предстоятелем[7] (в древности монахи, и даже настоятели монастырей не были священниками и молились в храме вместе с мирянами). В отличие от праздничной вечерни, перед прокименом нет возгласа «Мир всем!»;
- Прокимен дня седмицы;
- Читается «Сподо́би, Го́споди…»;
- Просительная ектения;
- Поются стихиры на стиховне из Октоиха. Если в Минее есть славник святому, то богородичен берётся уже не на ряду из Октоиха, а из 2-го приложения («от ме́ньших») в конце Минеи;
- Чтец: «Ны́не отпуща́еши…», Трисвятое по «О́тче наш…»;
- Священник: «Я́ко Твое́ есть Ца́рство…»;
- Певцы: «Ами́нь», тропарь святому, «Сла́ва, и ны́не…», и богородичен «от ме́ньших» по гласу тропаря из 4-го приложения[8] в конце Минеи;
- Сугубая ектения без двух начальных прошений;
- Хор: «Утверди́ Бо́же…»;
- По Уставу — отпуст и заупокойная лития в притворе храма, но обычно не бывает отпуста (а также литии, повечерия и полунощницы), потому, что к вечерне присоединяется утреня возгласом «Сла́ва Святе́й…»

После литии монастырское богослужение должно прерывается вечерней трапезой, за которой следуют малое повечерие, на котором исполняется рядовой богородичный канон гласа (из Октоиха) и, иногда, изменяемые молитвословия некоторых пропускаемых служб святых из Минеи. После Трисвятого, тропари храма, дня и святым исполняются в зависимости от того, кому посвящён храм. После повечерия монахам дозволялся непродолжительный сон.

### Вседневная утреня
Утром (точнее, в последние часы ночи) должны совершаться вседневная полунощница, после которой следует утреня:
- Начальные молитвы;
- Двупсалмие (с каждением всего храма);
- Сугубая ектения;
- Шестопсалмие;
- Мирная ектения;
- Поётся «Бог Госпо́дь…» с четырьмя стихами, тропарь святому дважды, «Сла́ва, и ны́не…», и богородичен «от ме́ньших» по гласу тропаря из четвёртого приложения Минеи;
- Далее следуют кафизмы (две или три, в зависимости от времени года), после каждой кафизмы — троекратное «Господи, помилуй» (заменяет малую ектению); седальны Октоиха (если в Минее есть свои седальны, перед их пением произносится малая ектения) и богородичен;
- Псалом 50;
- В каждой из девяти составных песен канона должны петься: стихи библейских песен по будничному расположению перед каждым тропарём + ирмос + 9 тропарей обоих канонов Октоиха + 4 тропаря святому из канона Минеи. Но в современной приходской практике, количество тропарей канона существенно сокращается, а стихи библейских песен заменяются молебными запевами. После третьей, шестой, осмо́й и девятой песен канона, вместо катавасии, поются покрыва́ющие ирмосы из последнего канона — Минеи. После 3-й песни: покрыва́ющий ирмос, малая ектения, седален, «Сла́ва… и ны́не…», и богородичен; после 6-й — покрыва́ющий ирмос, малая ектения, кондак, икос. В конце осмо́й (8-й) песни диакон покадив алтарь и южную сторону иконостаса, останавливается на амвоне, повернувшись к иконе Богородицы — с севера от царских врат, и после пения покрывающего ирмоса возглашает: «Богоро́дицу и Ма́терь Све́та в пе́снех возвели́чим!». Хор поёт песнь Пресвятой Богородицы: «Вели́чит душа́ моя́ Го́спода…», а диакон кадит весь храм;
- После 9-й песни и покрывающего ирмоса хор поёт: «Досто́йно есть…»;
- Диакон возглашает малую ектению;
- Чтец — ексапостиларий[10] Октоиха, «Сла́ва… и ны́не…», богородичен, хвалитные псалмы 148—150, «Сла́ва… и ны́не…», «Тебе́ сла́ва подоба́ет…», «Сла́ва Тебе́, показа́вшему нам свет!», вседневное утреннее славословие и «Сподо́би, Го́споди…». После вседневного славословия порядок вседневной утрени близок к структуре вседневной вечерни после прокимена:
- Совершается просительная ектения;
- Стихиры на стиховне поются по Октоиху; богородичен, обычно, из Октоиха на ряду;
- Чтец: «Бла́го есть…», Трисвятое по «О́тче наш…»;
- Священник: «Я́ко Твое́ есть Ца́рство…»;
- Певцы: «Ами́нь», тропарь святому, «Сла́ва, и ны́не…», и богородичен «от ме́ньших» по гласу тропаря из 4-го приложения Минеи;
- Сугубая ектения без двух начальных прошений;
- Хор: «Утверди́ Бо́же…».

Обычный Первый час присоединяется к утрене без отпуста, который произносится при закрытых царских вратах только после 1-го часа, после которого должна быть ещё одна лития о усопших.
В современной греческой практикеː
- с вечера обычно совершаются 9-й час и вечерня;
- утром — сокращенная полунощница, утреня и Литургия;
- повечерие прочитывается дома;
- 1, 3 и 6-й часы опускаются[1].

### Литургия Иоанна Златоуста
С утра бывают 3-й и 6-й часы и Литургия, на которой должны петься повседневные антифоны.
После входа:
- в храме Господском:

1. в понедельник, вторник и четверг: тропари — храма, дня (в четверг — два тропаря), святому; кондаки — дня (в четверг — два кондака), святому, «Слава…», «Со святы́ми упоко́й…», «И ныне…», храма;
2. в среду и пятницу: тропари — дня, святому; кондаки святому, «Слава…», «Со святыми упокой…», «И ныне…», дня;

- в храме Богородичном: тропари — храма (в среду и пятницу сначала поётся тропарь дня, а за ним — храма), дня (в четверг — два тропаря), святому; кондаки — дня (в четверг — два кондака), святому, «Слава…», «Со святыми упокой…», «И ныне…», храма;
- в храме святого: тропари — дня (в четверг — два тропаря), святому храма, календарному святому; кондаки — дня (в четверг — два кондака), святому храма; календарному святому, «Слава…», «Со святыми упокой…», «И ныне…», богородичен «Предста́тельство христиа́н…».

Каждое очередное богослужение дня подвижного пасхального цикла имеет в Литургии своиː прокимен, Апостольское зачало, аллилуиарий, Евангельское зачало и причастен.

## Распространённые варианты вседневной службы
Некоторые детали вседневного богослужения могут изменяться, исчезать полностью, или же появляться дополнительные, в следующих случаях:

### При соединении двух служб святым без праздничного знака

#### В вечерне
- На «Господи воззвах…» поются:

1. три стихиры первому святому. В отличие от вседневной службы одному святому, при двух службах святым, стихиры из Октоиха на «Господи воззвах…» не поются;
2. три стихиры второму святому;
3. «Слава…» со стихирой обычно первому святому[12];
4. «И ныне…» и богородичен второго приложения Минеи по гласу стихиры «Славы».

- В стиховных на «Славу» может быть стихира одному из святых, соответственно на «И ныне…» поётся богородичен второго приложения Минеи по гласу этой стихиры.
- В конце вечерни поются:

1. тропарь первому святому,
2. «Слава…», тропарь второму святому,
3. «И ныне…», богородичен четвёртого приложения Минеи по гласу тропаря второму святому.

- На малое повечерие должна выноситься служба третьему святому, если в один день случится три службы святым без праздничного знака, например: 22 сентября (5 октября) или 9 (22) ноября. После трисвятого по «О́тче наш…» тропари и кондаки святых не читаются, так же, как и при одном святом.

#### В утрене
- По «Бог Господь…»:

1. дважды поётся тропарь первому святому,
2. «Слава…», тропарь второму святому,
3. «И ныне…», богородичен четвёртого приложения Минеи по гласу тропаря второму святому.

- Канон утрени состоит из:

1. шести тропарей первого канона Октоиха,
2. четырёх тропарей канона первому святому (из Минеи),
3. четырёх тропарей канона второму святому (вместо второго канона Октоиха),

- Катавасия — ирмос канона второму святому поется только после третьей, шестой, осмой и девятой песен.
- По третьей песни читается:

1. кондак и икос (если есть) второму святому,
2. седален первому святому,
3. «Слава…» с седальным второму святому,
4. «И ныне…» с богородичным (в среду или пятницу — крестобогородичен) Минеи.

- По шестой песни произносится кондак с икосом первому святому.
- После канона утрени:

1. ексапостиларий дня седмицы из Октоиха (в четверг — два ексапостилария),
2. если в Минее присутствуют два светильна (каждому из святых), то произносятся оба (перед последним из них возглашается «Слава…»),
3. «И ныне…» с богородичным Минеи (если он отсутствует, то читается богородичен, написанный в Октоихе за ексапостиларием). В среду или в пятницу после «И ныне…» — крестобогородичен Октоиха: «У Креста́ предстоя́щи…».

- На стиховне к стихирам Октоиха может добавляться и стихира одному из празднуемых святых (на «Славу»), по гласу которой за ней на «И ныне» поётся богородичен из второго приложения Минеи (или из Ирмология). В среду или в пятницу на «И ныне» поётся крестобогородичен по Минее на ряду. Если же в Минее нет стихиры на «Славу», то на «Слава… и ныне…» поётся богородичен (крестобогородичен) Октоиха.
- По «Благо есть…»:

1. тропарь первому святому,
2. «Слава…», тропарь второму святому,
3. «И ныне…», богородичен четвёртого приложения Минеи по гласу тропаря второму святому, обозначенный «в конец утрени».

- На часах произносятся: тропарь первому святому, «Слава» с тропарём второму святому, «И ныне» с богородичным часа.
- В конце часов:

1. на Первом и на Шестом часах кондак второму святому (если только один из святых имеет кондак, то этот кондак читается на всех часах).
2. на Третьем и на Девятом часах — кондак первому святому.

#### В Литургии
- Антифоны вседневные. Если же в Типиконе указаны «блаженны» одному из святых, то поются изобразительные антифоны с произносением четырёх блаженных из Октоиха и четырёх блаженных из третьей песни канона святому (как в шестеричной службе).
- По входе:

1. В храме Господском: тропарь храма, тропарь дня седмицы (в четверг два тропаря), тропарь первому святому, тропарь второму святому, кондак дня седмицы (в четверг два кондака), кондак первому святому, кондак второму святому, «Слава…», «Со святыми упокой…», «И ныне…», кондак храма. В среду и в пятницу — тропарь дня, тропарь первому святому, тропарь второму святому, кондак первому святому, кондак второму святому, «Слава…», «Со святыми упокой…», «И ныне…», кондак дня.
2. В храме Богородичном: тропарь храма (в среду и в пятницу сначала поётся тропарь дня, а затем храма), тропарь дня (в четверг два тропаря), тропарь первому святому, тропарь второму святому, кондак дня (в четверг два кондака), кондак первому святому, кондак второму святому, «Слава…», «Со святыми упокой…», «И ныне…», кондак храма.
3. В храме святого: тропарь дня седмицы (в четверг два тропаря), тропарь храма, тропарь первому святому дня, тропарь второму святому, кондак дня седмицы (в четверг два кондака), кондак храма; кондак первому святому дня, кондак второму святому, «Слава…», «Со святыми упокой…», «И ныне…», «Предста́тельство христиа́н…».

- Прокимен, аллилуиарий и причастен, а также апостольское и евангельское чтение одному из святых может добавляться к соответствующему дневному/рядовому богослужебному тексту.

Последовательность и количество богослужебных песнопений обеих служб святым в некоторые дни могут иметь свои особенности.

### В предпразднства и в попразднства

#### В вечерне
- На «Господи, воззвах…» поются три стихиры праздника (вместо стихир из Октоиха), три стихиры святому, «Слава…», стихира святому, «И ныне…», стихира праздника. Если нет славной стихиры святому, то на «Слава… и ныне…» поётся стихира праздника. В субботу после «Слава…» поётся стихира праздника, а по «И ныне…» — догматик уходящего гласа.
- В первый день попразднства Господских праздников поется великий прокимен «Кто Бог ве́лий…» или «Бог наш на небеси́ и на земли́…».
- На стиховне стихиры праздника с праздничными стихами-запевами. На «Славу» может быть стихира святому.
- В конце вечерни (и в конце утрени): тропарь святому, «Слава… и ныне…», тропарь праздника. Тропарь святому может отсутствовать, тогда поётся тропарь только праздника один раз.
- Отпуст полный праздничный с поминанием святого храма (в храме святого) и рядового святого (в попразднства Господских праздников отпуст начинается с вводной фразы)[13].
- На повечерии канона Богородицы нет, так как Октоих в этом богослужении не используется. Однако в предпразднства Рождества Христова и Богоявления поются особые трипеснцы — 21 декабря (3 января), 23 декабря (5 января), 2 (15) января) или полные каноны предпразднства (22 декабря (4 января), 24 декабря (6 января). В этих случаях ирмосы поются дважды и после каждой песни ещё раз повторяются как катавасии. По 9-й песни «Достойно есть…» не поётся. По Трисвятом читается кондак предпразднства/праздника.

#### В утрене
- По «Бог Господь…» дважды поётся тропарь праздника, «Слава…», тропарь святому, «И ныне…», тропарь праздника. В отсутствии тропаря святому — «Слава… и ныне…», тропарь праздника ещё раз.
- Две кафизмы. Третья кафизма в период зимнего расписания переносится на вечерню следующего дня.
- После кафизм седален праздника, «Слава… и ныне…», и ещё раз тот же седален.
- В каноне в каждой песне 8 тропарей праздника, 4 тропаря святому и катавасия — ирмос из канона святому.
- По третьей песне кондак и икос (если есть) святому, седален святому, «Слава… и ныне…», седален праздника.
- После шестой песни кондак и икос праздника.
- По девятой песни не поется «Достойно есть…». Светилен святому, «Слава… и ныне…», светилен праздника. Если святой не имеет светильна, то светилен праздника читается дважды (через «Слава… и ныне…»). Если имеется два праздничных светильна, то читаются оба (перед последним — «Слава… и ныне…»).
- Могут быть стихиры на «Хвалите…».
- На стиховне — стихиры праздника с их запевами. На «Слава…» может быть стихира святому.
- На всех часах: тропарь праздника, «Слава…», тропарь святого, «И ныне…», богородичен часа. По «Отче наш…»: кондак праздника.

#### В Литургии
- в качестве блаже́нн поются или читаются 4 тропаря третьей (и 4 тропаря шестой) песен канона предпразднства (в попразднство — 8 тропарей очередной песни канона праздника — в короткое попразднство — по две песни в день). Если святому положены «блаже́нны», то ими становятся 4 тропаря шестой песни канона святому, при этом возглашаются только первые 4 блаженны праздника.
- в период попразднства: вхо́дный стих, «Приидите, поклонимся и припадем ко Христу, спаси ны, Сыне Божий… — после Господского праздника вставляется часть припева второго антифона праздника, а после Богородичного — „во святых Ди́вен сый“ … поющия Ти: Аллилуиа.»
- по входе:

1. в храме Господском: а) в пред-(по-)празднство Господского праздника: тропари — предпразднства (праздника), святому Минеи, «Слава…», кондак святому, «И ныне…», кондак предпразднства (праздника); б) в пред-(по-)празднство Богородичного праздника: тропари — храма, предпразднства (праздника), святому, кондак храма, «Слава…», кондак святому, «И ныне…», кондак предпразднства (праздника);
2. в храме Богородичном: а) в пред-(по-)празднство Господского праздника: тропари — предпразднства (праздника), храма, святому, кондак храма, «Слава…», кондак святому Минеи, «И ныне…», кондак предпразднства (праздника); б) в пред-(по-)празднство Богородичного праздника: тропари — предпразднства (праздника), святому Минеи, «Слава…», кондак святому, «И ныне…», кондак предпразднства (праздника);
3. в храме святого: тропари — предпразднства (праздника), храма, святому Минеи, кондак храма, «Слава…», кондак святому Минеи, «И ныне…», кондак предпразднства (праздника).

- Прокимен, аллилуиарий и причастен: дня (в попразднство — праздника) и святому (если есть).
- Апостол и Евангелие — накануне праздника читаются два рядовых чтения — данного дня и грядущего под зачало (также к ним может быть добавлено чтение и святому).
- В попразднство вместо «Достойно есть…» поётся задостойник праздника.
- Отпуст полный праздничный с поминанием Иоанна Златоуста (автора литургии), святого храма (в храме святого) и рядового святого (в попразднства Господских праздников отпуст начинается с вводной фразы).

### В период пения Триоди
В период пения Триоди постной вседневная служба обычно совершается как аллилуйная служба.
В период пения Триоди цветной вседневная служба сохраняет многие черты пасхального богослужения:
- до отдания Пасхи все богослужения начинаются троекратным возглашением или пением тропаря Пасхи «Христо́с воскре́се из ме́ртвых…» — в начале третьего и девятого часов, вечерни, повечерия и полунощницы вместо «Царю Небесный…», в начале первого и шестого часов — вместо «Прииди́те, поклони́мся…», а также перед малым славословием шестопсалмия[14].
- Отпуст на всех службах начинается словами: «Воскресы́й из ме́ртвых…».
- Земные поклоны до дня Святой Троицы отменяются.
- При пении стихир стихир, тропарей и канона исполняются сначала песнопения Триоди, а потом святому Минеи.
- Под «праздником» в Триоди цветной обозначается служба ближайшего прошедшего воскресного дня или периоды попразднства Преполовения, Вознесения и Пятидесятницы, то есть, наименование «праздник» не относится ни к Пасхе, ни к святому Минеи.

#### В вечерне
- На «Господи воззвах…» поются сначала три стихиры из Триоди, затем — три календарному святому, «Слава…» — святому (если есть), «И ныне…», — праздника (если славника святому нет, то после «Слава… и ныне…» сразу — праздника). При двух службах святым без праздничного знака, поются 6 стихир святым, а указанные на «Господи воззвах» стихиры Триоди поются как стиховны с праздничными утренними стиховными стихами-запевами, при этом помещенные в Триоди стиховные стихиры (их копия в Октоихе) не поются. Если случатся два святых в субботу, то поются три стихиры Триоди (праздника) и три стихиры первому святому (вечерние стихиры второму святому поются на хвалитех).
- На стиховне стихиры Триоди дня (Октоиха). В субботу (в пято́к вечера) поются воскресные стихиры с воскресными припевами «Господь воцарися…». «Слава…», святому (если есть), «И ныне…», праздника[15].
- Тропари по Трисвятом (на вечерне и на утрене):

1. В Фомину седмицу и в попразднство Преполовения — святому, «Слава… и ныне…», праздника. При двух святых — первому святому, «Слава…» — второму святому, «И ныне…» — праздника. При отсутствии тропаря святому — тропарь праздника единожды.
2. В седмицу третью по Пасхе (святых жен-мироносиц) — тропари: праздника «Благообра́зный Ио́сиф…», «Слава…» — святому, «И ныне…», «Мироно́сицам женам…». При наличии тропаря святому, тропари «Благообра́зный Ио́сиф…» и воскресный «Егда́ снизше́л еси́ к сме́рти…» полагается петь попеременно, чередуя их в течение дня: на вечерне — тропарь праздника, на утрене — тропарь воскресный.
3. В седмицы четвёртую, пятую и шестую по Пасхе — тропарь воскресный, «Слава…» — святому, «И ныне…», богородичен воскресный по гласу «Славы».

#### В утрене
- Тропари на «Бог Господь…»:

1. В Фомину седмицу и попразднство Преполовения — праздника (дважды), «Слава…», святому, «И ныне…» — праздника. Если нет тропаря святому — тропарь праздника (трижды). При двух службах святым — праздника, первому святому, «Слава…», второму святому, «И ныне…», праздника.
2. В седмицу жен-мироносиц — праздника «Благообразный Иосиф…», воскресный «Егда снизшел еси…», «Слава…», святому, «И ныне…», «Мироносицам женам…». Если нет тропаря святому — «Благообразный Иосиф…» (дважды), «Слава…», «Егда снизшел еси…», «И ныне…», «Мироносицам женам…». При двух службах святым — «Благообразный Иосиф…», первому святому, «Слава…», второму святому, «И ныне…», «Мироносицам женам…».
3. В седмицы 4-ю, 5-ю, 6-ю: тропарь воскресный (дважды), «Слава…», святому, «И ныне…», богородичен воскресный по гласу «Славы». Если нет тропаря святому: «Слава… и ныне…», богородичен воскресный гласа. При двух службах святым — тропари: воскресный, первому святому, «Слава…», второму святому, «И ныне…», богородичен воскресный по гласу тропаря второму святому.

- После чтения обычных кафизм произносятся малые ектении, поскольку в числе седальнов по 1-й кафизме всегда есть воскресный, а по 2-й — праздничные.
- На утрене, перед 50-м псалмом поётся «Воскресе́ние Христо́во ви́девше…».
- Тропари в каноне утрени:

1. Если святой не имеет праздничного знака, то в каждой песни 8 строф канона праздника Триоди (ирмос поётся дважды и 6 тропарей) и 4 — из канона святому. По третьей песни — кондак, икос и седален святому, «Слава… и ныне…» — седален праздника. По шестой песни — кондак и икос праздника.
2. Если в Минее два святых — тропарей с ирмосом праздника 6 (ирмосы по дважды) и 8 тропарей святым из двух канонов.
3. Каноны храма Господского и Богородицы по субботам не поются (кроме Троицкой родительской субботы).

- По 9-й песни не поется «Достойно есть…».
- На хвалитех воскресные стихиры из Триоди. После хвалитных стихир не читается «Сла́ва… и ны́не… Тебе́ сла́ва подоба́ет…» (потому что на «Слава…» и на «И ныне…» были пропеты стихиры), но сразу — «Сла́ва Тебе́, показа́вшему нам свет», и вседневное славословие.
- На стиховне утрени — стихиры Триоди.
- На часах:

1. В седмицу Фомину и попразднство Преполовения тропари: праздника, «Слава…», святому. Кондак праздника. При двух святых — тропари святых на «Слава…» чередуются.
2. В седмицу жен-мироносиц: на первом и на девятом часах тропарь «Благообразный Иосиф…», на третьем — «Егда снизшел еси…», на шестом — «Мироносицам женам…». На «Слава…» на всех часах тропарь святому (при двух службах святым — тропари на «Слава…» чередуются). Кондак праздника.
3. В остальное время — как в седмицу Фомину, только вместо тропаря праздника — тропарь воскресный.

- На 1-м часе во все дни от Недели Фоминой до Вознесения вместо «Взбра́нной Воево́де…» — кондак Пасхи, глас 8-й: «Аще и во гроб…».

#### В Литургии
- После «Благослове́но Ца́рство…» духовенство в алтаре 2,5 раза поёт «Христос воскресе из мертвых…» — клирос допевает третий раз.
- На блаженны — шесть тропарей праздничного канона: в понедельник из его первой песни, во вторник — из четвёртой, в среду — из пятой, в четверг — из седьмой, в пятницу — из восьмой, в субботу — из девятой.
- По входе песнопение «Прииди́те, поклони́мся… с вставкой воскресы́й из ме́ртвых…».
- После входа тропарь и кондак Господского храма, а также кондак храма Богородицы не поются:

1. На Фоминой седмице — тропари: Антипасхи, храма Богородицы или святому храма, рядовому святому, другому рядовому святому (если две службы святых); кондаки: святому храма, первому рядовому святому, «Слава…», второму рядовому святому, «И ныне…», праздника.
2. В седмицу жен-мироносиц — тропари: праздника «Благообразный Иосиф…», воскресный «Егда снизшел еси…», праздника «Мироносицам женам…», храма Богородицы или святому храма, рядовому святому (или двоим); кондаки: святому храма, рядовому святому, «Слава…», другому рядовому святому (если есть), «И ныне…», праздника: «Радоватися мироносицам…»
3. В попразднство Преполовения — тропари: праздника, храма Богородицы или святому храма, рядовому святому (или двоим); кондаки: святому храма, рядовому святому, «Слава…», другому рядовому святому (если их два), «И ныне…», праздника.
4. В остальное время — как в попразднство Преполовения, только вместо тропаря праздника — тропарь воскресный.

- Поется задостойник: «А́нгел вопия́ше… Свети́ся, свети́ся…».
- Причастен Пасхи «Те́ло Христо́во приими́те…» поется во все дни до отдания Пасхи, кроме седмицы Фоминой и попразднства Преполовения.
- Вместо «Ви́дехом Свет И́стинный…» — «Христос воскресе из мертвых…» поётся (единожды).
- В конце Литургии, по возгласе: «Слава Тебе, Христе́ Бо́же, Упова́ние наше, слава Тебе», певцы поют: «Христос воскресе из мертвых…» (трижды).

### Служба святому без праздничного знака в субботу и в воскресенье
В обычные субботы при совершении памяти святых без праздничного знака:
- в субботы на «Го́споди воззва́х…» поются 6 стихир святому только из Минеи (обычно три имеющиеся стихиры поются по два раза), затем догматик уходящего гласа, так как в субботу отдания очередного гласа[16];
- «стихо́вны» — стихиры Октоиха «му́ченичны» из стихир на «Го́споди воззва́х…», так как в субботу стиховны Октоиха заупокойные — «ме́ртвенные» или «поко́йные»;
- в конце вечерни после тропаря рядовому святому в субботу поётся воскресный богородичен отдаваемого гласа;
- в субботней полунощнице 9-я кафизма (вместо 17-й), другие тропари и некоторые молитвы;
- на утрене субботы поётся воскресный богородичен (из 3-го приложения Минеи) по гласу тропаря рядового святого, стихословятся 16-я кафизма и 17-я (заупокойная), вместо очередных 19-й и 20-й кафизм, используется канон храма, а вместо заупокойных стиховных Октоиха поются предшествующие им «хвали́тные» стихиры;
- на Литургии тропарь и кондак субботы (всем святым) заменяют пение тропаря и кондака храма святого. Если есть прокимен, апостол и Евангелие празднуемому святому, то в субботу он предшествуют дневным прокимену, апостолу и Евангелию[17].

Когда служба святого без праздничного знака попадает на воскресенье, то на всенощном бдении:
- нет паремий и величания,
- возглашается великий прокимен «Госпо́дь воцари́ся, в ле́поту облече́ся» (Пс. 92) с тремя стихами,
- в начале литии поётся стихира храма,
- после Трисвятого — трижды «Богородице Дево радуйся…»,
- тропари по непорочных,
- ипакои и антифоны гласа,
- воскресный прокимен с Евангелием, «Воскресение Христово видевше…»,
- воскресный и крестовоскресный каноны[19],
- после канона утрени — «Свят Госпо́дь Бог наш.», евангельский ексапостиларий,
- после хвалитных на Славу поётся утренняя евангельская стихира.